# Myriem Akheddiou
Myriem Akheddiou (* 27. September 1978 in Brüssel) ist eine belgisch-marokkanische Schauspielerin.

## Leben
Myriem Akheddiou ist die Tochter einer Belgierin und eines Marokkaners. Die Schauspielkunst erlernte sie von 1999 bis 2002 am Königlichen Konservatorium Brüssel. Während dieser Ausbildung gab sie im Jahr 2000 ihr Debüt als Schauspielerin in Michail Bulgakows Le Maître et Marguerite im Théâtre des Martyrs. Seitdem steht sie regelmäßig in Engagements bei den größeren Theaterhäusern des französischsprachigen Belgien. Nach kleineren Nebenrollen in Filmproduktionen wurde sie 2018 als Cathy in Samuel Tilmans Une part d’ombre einem breiten Publikum bekannt und mit einer Nominierung für den Magritte-Filmpreis als beste Nachwuchsdarstellerin belohnt. Gewinnen konnte sie den Magritte als beste Nebendarstellerin im Februar 2020 für die Rolle der Inès in Jean-Pierre und Luc Dardennes preisgekröntem Film Young Ahmed.

## Theaterrollen (Auswahl)
- 2000–2001: Le Maître et Marguerite von Michail Bulgakow, Théâtre des Martyrs, Brüssel[4]
- 2003–2004: Une vie de chien von Alexis Goslain und David Leclerc, Théâtre de la Toison d'or, Ixelles[8]
- 2007 und 2009: Claudia in Honor von Joanna Murray-Smith, u. a. beim Festival Royal de Théâtre de Spa und in der Comédie Claude Volter, Woluwe-Saint-Pierre[9]
- 2008–2009: Le Coq combattant ou l’Atrabilaire amoureux von Jean Anouilh, Atelier Théâtre Jean Vilar, Ottignies-Louvain-la-Neuve[10]
- 2011: Mariane in Le Tartuffe ou l'Imposteur von Molière, Théâtre Olympia – Centre dramatique régional de Tours[11] und im Théâtre Montansier, Versailles[12]
- 2011–2012: Béatrice in Jean et Béatrice von Carole Fréchette, Centre Culturel des Riches-Claires, Brüssel[13] und im Atelier Théâtre Jean Vilar, Ottignies-Louvain-la-Neuve[14]
- 2013–2014: Boeing Boeing von Marc Camoletti, u. a. im Théâtre de la Toison d'or, Ixelles[15]
- 2016: L’Île au trésor von Robert Louis Stevenson, Théâtre royal du Parc, Brüssel[16]
- 2016: Les Démineuses von Milka Assaf, Atelier Théâtre Jean Vilar, Ottignies-Louvain-la-Neuve[17]
- 2018: Lucienne Vatelin in Le Dindon von Georges Feydeau, Théâtre royal des Galeries, Brüssel[18]

## Filmografie (Auswahl)
- 2011: Légitime défense
- 2011: Der Junge mit dem Fahrrad (Le gamin au vélo)
- 2014: Zwei Tage, eine Nacht (Deux jours, une nuit)
- 2014: Der Unbestechliche – Mörderisches Marseille (La french)
- 2014: Un Village Français – Überleben unter deutscher Besatzung (Un Village Français, Fernsehserie, Folge 6x01)
- 2015: Zugvögel – Wenn Freundschaft Flügel verleiht (Les oiseaux de passage)[19][20]
- 2016: Das unbekannte Mädchen (La fille inconnue)
- 2016: Timgad[21]
- 2018: Une part d’ombre
- 2019: Young Ahmed (Le jeune Ahmed)[6][22]
- 2019: Unit 42 (Fernsehserie, 4 Folgen)
- 2020: Der Anschlag – Wettlauf gegen die Zeit (The Shift)
- 2020: Unseen (Fernsehserie, 6 Folgen)
- 2021: Titane
- 2021: Mord in Saint-Tropez (Mystère à Saint-Tropez)
- 2022: Habib, la grande aventure
- 2022: 16 ans
- 2022: Pandore (Fernsehserie, 10 Folgen)
- 2023: Die Zukunft in unseren Händen (Sages-femmes)
- 2023: Avant l’effondrement
- 2023: Alphonse (Fernsehserie)
- 2023:  Duell der Besten (Une affaire d’honneur)

## Auszeichnungen
- 2019: Magritte-Nominierung, Beste Nachwuchsdarstellerin, für Une part d’ombre[5]
- 2020: Magritte, Beste Nebendarstellerin, für Young Ahmed[7]